# Il naufragio
Il naufragio. Barche da pesca che tentano di salvare l'equipaggio è un dipinto a olio su tela (170,5×241,4 cm) del pittore inglese William Turner, realizzato nel 1805 e conservato al Tate Britain di Londra.

## Descrizione
Quello del mare in burrasca era un tema che godeva di grandissima popolarità durante la stagione romantica, siccome era un fenomeno che incarnava perfettamente la potenza terrificante della natura, in pieno accordo con la poetica del sublime. Anche Turner fu sensibile all'influenza esercitata dai naufragi, a tal punto che si pensa che egli dipinse il quadro sotto l'influsso del poema The Shipwreck di William Falconer. Dal punto di vista compositivo, invece, sappiamo con certezza che Turner realizzò Il naufragio prendendo spunto dall'album di schizzi che eseguì una volta sbarcato a Calais nel 1803 e che raffigurava proprio la furia del mare in tempesta.
Il naufragio fu eseguito nel 1805 e presentato nello stesso anno presso la sua galleria personale, al n. 64 di Harley Street, a Londra, riscuotendo un brillante successo nonostante le perplessità di alcuni accademici. La tela, in effetti, piacque molto al baronetto Sir John Leicester, il quale nel 1806 la acquistò per la cifra di 315 sterline; incluso nel Lascito Turner 1856, il dipinto fu infine trasferito alla Tate Gallery di Londra, galleria presso la quale ha trovato la sua collocazione definitiva.
Turner, a onor del vero, si era già cimentato nel tema del mare in burrasca nel quadro Il molo di Calais, eseguito nel 1803. Ne Il naufragio, tuttavia, il furore degli elementi arriva a generare una composizione caotica, con pennellate nervose e disperate che si stendono vigorose sulla tela: a essere raffigurate, infatti, sono le spaventose ed inquiete onde del mare mentre ghermiscono alcune povere imbarcazioni, che nonostante il coraggio dei marinai nulla possono di fronte ai flutti burrascosi e alla furia devastante del vento.